# 엘리자베스 촘코

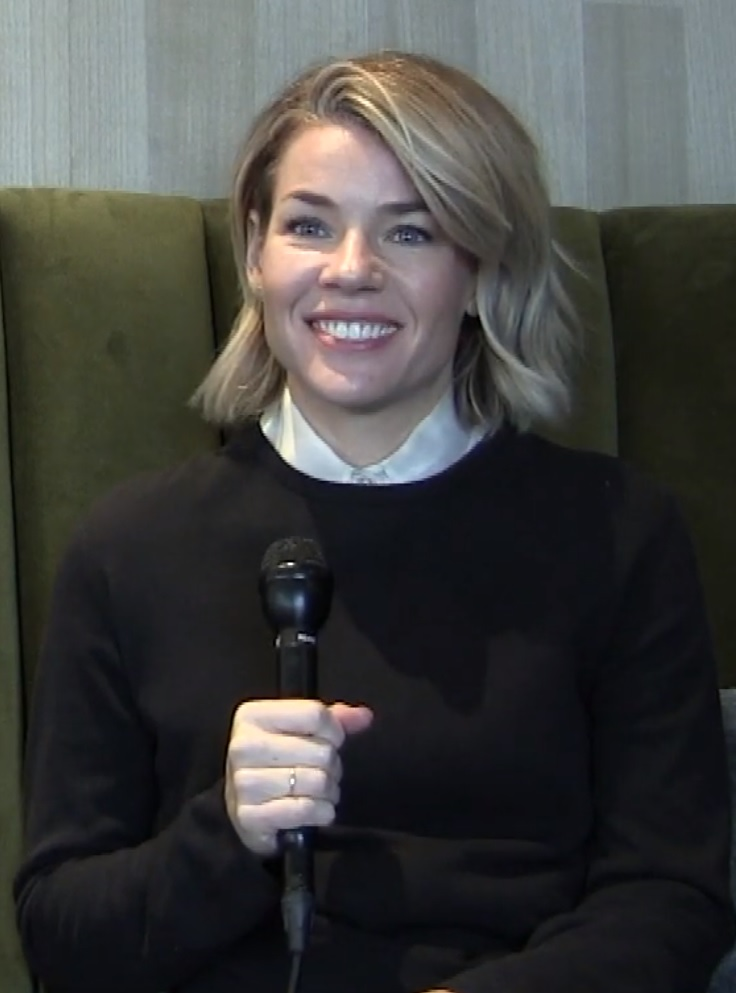

엘리자베스 촘코(Elizabeth Chomko, 1981년 1월 1일 ~ )는 미국의 영화 감독, 텔레비전 배우, 영화배우, 배우이다.
시카고에서 태어났다.

## 영화
- 왓 데이 해드 (2018년)
- 워크 오브 셰임 (2014년)